# Bernkobbarna
Bernkobbarna är fyra skär på Åland (Finland). Det ligger i Skärgårdshavet och i kommunen Brändö i landskapet Åland, i den sydvästra delen av landet. Ön ligger omkring 62 kilometer nordöst om Mariehamn och omkring 240 kilometer väster om Helsingfors. Skären ligger i fjärden Gloppet i den norra delen av kommunen, cirka 20 km nordväst om Fiskö. Öns area är 1,2 hektar och dess största längd är 200 meter i nord-sydlig riktning.
Bernkobbarna har Stenbådan och Svartbådan i norr, Ershamn i söder och Vattkobbarna i väster.
Terrängen på Bernkobbarna består av kala klipphällar med mycket sparsam vegetation av gräs och mossa. På den största av Bernkobbarna finns ett stort hällkar. Hällkaret är ungefär 50 × 20 meter och tar upp en stor del av det runt 250 meter långa skäret.
På kobbarna återfinns ett flertal sentida ristningar.